# كور (طولكرم)
كور قرية فلسطينية من قرى الضفة الغربية، تقع إلى الشرق من مدينة طولكرم. تم احتلال القرية عام 1967، حتى دخول السلطة الوطنية الفلسطينية، وتتبع لبلدية الكفريات المؤسسة عام 1998 وهي بدورها تقع ضمن المناطق التابعة إدارياً لمحافظة طولكرم.

## الجغرافيا
تبعد القرية عن مدينة طولكرم مسافة 11 كم، على ارتفاع 389 عن مستوى سطح البحر، وتبلغ مساحة أراضيها حوالي 8514 دونم. يحدها من الشمال قرية سفارين، ومن الشمال الشرقي قرية بيت ليد، ومن الشرق قرية كفر قدوم، ومن الجنوب قرية كفر عبوش، ومن الغرب قريتي كفر صور والرأس، ومن الجنوب الغربي قرية كفر زيباد.

## التاريخ

### العصر العثماني
تم ضم كور إلى الدولة العثمانية في عام 1517 مع كامل فلسطين، وفي عام 1596 ظهرت في سجلات الضرائب على أنها تقع في ناحية بني صعب من لواء نابلس. وكان عدد سكانها 32 أسرة و6 عزاب، جميعهم مسلمون. كان القرويون يدفعون ضريبة ثابتة بنسبة 33.3% على المنتجات الزراعية، بما في ذلك القمح والشعير والمحاصيل الصيفية وأشجار الزيتون والإيرادات العرضية والماعز أو خلايا النحل ومعصرة زيت الزيتون أو شراب العنب وضريبة عرفية على الرعايا في منطقة نابلس، بإجمالي 13166 آقجة.في عام 1838، أشار روبنسون إلى أن كور هي قرية تقع في قضاء بني صعب ، غرب نابلس.
في عام 1882، وصف مسح لفلسطين الغربية بأنها، قرية حجرية في موقع قوي على سلسلة من التلال، مع منحدر حاد إلى الشرق. وهي متوسطة الحجم، ومبنية بشكل جيد من الحجر، وتتغذى من الصهاريج. توجد آثار طريق قديم بالقرب منها. إنها الكرسي ، أو مقر عائلة أصلية مشهورة بيت جيوسي، ربما يكون من الجدير بالملاحظة أن الاسم يشبه كوريا يوسيفوس، التي كانت بالقرب منها قلعة تسمى ألكسندريوم. على بعد ميل تقريبًا شمال كور توجد خربة إسكندر أو أطلال الإسكندر، ومع ذلك، يبدو أن الموقع لا يتفق مع رواية يوسيفوسوأشاروا أيضًا إلى وجود برج مراقبة مدمر، مثل الذي تم وصفه في عزون، شمال شرق هذا المكان.

### الانتداب البريطاني
في تعداد فلسطين عام 1922 الذي أجرته سلطات الانتداب البريطاني، بلغ عدد سكان كور 301 نسمة، جميعهم مسلمونوانخفض هذا العدد بحلول تعداد عام 1931 عندما بلغ عدد سكان كور 280 مسلمًا، في 58 منزلًافي إحصاءات عام 1945 بلغ عدد سكان كور 280 مسلمًاومساحة الأرض 8514 دونمًا، وفقًا لمسح رسمي للأراضي والسكانومن هذه المساحة، كانت 253 دونمًا من المزارع والأراضي المروية، و1677 دونمًا تستخدم لزراعة الحبوبفي حين كانت 17 دونمًا من الأراضي المبنية الحضرية.

### الفترة الأردنية
بعد النكبة عام 1948 واتفاقيات الهدنة عام 1949، أصبحت كور تحت الحكم الأردني.

### ما بعد 1967
منذ حرب الأيام الستة عام 1967، كانت كور تحت الاحتلال الإسرائيلي .

## السكان
وفقًا للجهاز المركزي للإحصاء الفلسطيني، بلغ عدد سكان قرية كور حوالي 325 نسمة في منتصف عام 2006، و292 نسمة بحلول عام 20177.9% من سكان كور كانوا لاجئين في عام 1997بلغ عدد سكانها حوالي 292 نسمة (لا يشمل المغتربين) حسب التعداد العام للسكان والمساكن والمنشآت عام 2017.
ومن العائلات الموجودة في القرية هي عائلة الجيوسي التي عاشت في القرية أثناء الحكم العثماني لفلسطين، حين تولى جد العائلة الجيوسي قضاء أكثر من ثلاثين قرية من بينها قرية كور، والتي عُرفت بقضاء بني صعب أو الصعابنة.
| السنة           | التعداد البريطاني (1922) | التعداد البريطاني (1931) | التعداد البريطاني (1945) | التعداد الأردني (1961) | تعداد (1997) | تعداد (2007) | تقدير (2012) | تعداد (2017) |
| --------------- | ------------------------ | ------------------------ | ------------------------ | ---------------------- | ------------ | ------------ | ------------ | ------------ |
| التعداد السكاني | 301                      | 280                      | 280                      | 336                    | 242          | 260          | 286          | 292          |

## العمران والعمارة
تُشكل القرية موقع أثري،حيث مباني القرية التي تكثر فيها الأبواب، والنوافذ ذات الأقواس، على صور زخرفية هندسية وأرابيسك، وتعلوها عشرات القباب يتواجد المسجد الأثري للقرية بجتنب المسجد الجديد، وكذلك بيوت القرية القديمة تتداخل مع بيوت القرية الحديثة، وتحوي القرية بقايا لحصن وبرج من حجر. البيوت القديمة فجميعها مكونة من طابقين،مبنية من الحجارة وتزينها من الداخل أطباق من الخزف وزخارف حجرية على بوابات ونوافذ، هذه العمائر الأثرية كما يوجد على بعضها زخرفة أرابيسك من الفخار وهذه الزخرفة الإسلامية على شرفات العمائر لمنع الرجال من رؤية النساء داخل العمائر بينما تتمكن النساء من رؤية الداخل إلى المنزل أو القصر، تُعتبر القرية قصور وقلاع لآل الجيوسي كرست الإقطاع لدى آل الجيوسي بالفترة العثمانية الذي كان يحكم من كور 24 قرية من قضاء بني صعب.

## وصلات خارجية
- صفحة قرية كور في موقع «فلسطين في الذاكرة».